# Bonaerense (edad)
El Bonaerense o SALMA Bonaerense (del  inglés South American land mammal ages) es una edad mamífero de América del Sur, división establecida para definir una escala geológica de tiempo para la fauna de mamíferos sudamericanos. También se define como «unidad bioestratigráfica» o «biozona de asociación». Su límite inferior se sitúa en los 0,4 Ma, mientras que su límite superior se ubica en los 0,126 Ma.
El taxón guía del «Bonaerense» se define por la biozona de Megatherium americanum; corresponde al Pleistoceno medio de la región pampeana, sin estratotipo formal. Para algunos autores este piso se incluye en el «Ensenadense». Se reconoce una etapa temprana del «Bonaerense», de la cual el taxón guía es el biocrón total del roedor Ctenomys kraglievichi. Un importante recambio faunístico se produjo entre el «Ensenadense» y el «Bonaerense».
El conjunto mastofaunístico característico comprende otros taxones exclusivos de la edad Bonaerense, como Tolypeutes (nueva. sp.) e Hippidion principale. Panochthus tuberculatus y Glyptodon clavipes son también abundantes en perfiles Bonaerenses-Lujanenses.
Esta biozona también se reconoce en los acantilados del océano Atlántico en Necochea y los del norte de Mar del Plata, ambos de la provincia de Buenos Aires, en el centro-este de la Argentina.
Mastofaunísticamente, el Bonaerense se caracteriza por la diversificación de los grupos de origen holártico. Se inicia con un evento cálido, que tentativamente se sitúa en torno a 0,40 Ma. Finaliza también con otro evento cálido en 0,126 Ma. 
Si los taxones exhumados en el «Ensenadense» sugerían un entorno complejo, de espacios abiertos con bosques dispersos, localmente asociados a cuerpos de agua templado-cálidos, como el sistema fluvial sugerido por el análisis de facies, ya en el «Bonaerense» las condiciones cambian a frías y áridas.

## Sucesión de las edades mamífero de América del Sur
| Predecesor: Ensenadense | Bonaerense (edad) Edades mamífero de América del Sur | Sucesor: Lujanense |